# کن آرمسترانگ (بازیکن فوتبال، زاده ۱۹۵۹)
کن آرمسترانگ (انگلیسی: Ken Armstrong؛ زادهٔ ۳۱ ژانویهٔ ۱۹۵۹) بازیکن فوتبال اهل بریتانیا است.
از باشگاه‌هایی که در آن بازی کرده‌است می‌توان به باشگاه فوتبال والسال، باشگاه فوتبال ساوت‌همپتون، باشگاه فوتبال بیرمنگام سیتی، باشگاه فوتبال کیلمارنوک و باشگاه فوتبال نوتس کانتی اشاره کرد.

## یادداشت ها
1. ↑  Older sources list the second goal in Birmingham's match against باشگاه فوتبال میدلزبرو on 8 December 1984 as an گل‌به‌خودی، while Barry Hugman's website and the English National Football Archive give it to Armstrong.[۱][۲]